# Humleblomfluga
Humleblomfluga (Volucella bombylans), även kallad humlelik blomfluga, är en art i insektsordningen tvåvingar som tillhör familjen blomflugor.

## Kännetecken
Humleblomflugan är en stor kraftig blomfluga med en längd på mellan 12 och 17 millimeter. Som dess trivialnamn antyder är den till utseendet mycket lik en humla. Dess mycket stora och buktiga ögon är dock ett typiskt kännetecken som skiljer den från humlorna. När insekten flyger syns det också på flygsättet att den inte är en humla. Kroppen är tätt behårad och flera olika färgvarianter förekommer inom arten, bland annat sådana som efterliknar åkerhumla, stenhumla och mörk jordhumla. Det tredje antennsegmentet är mer än dubbelt så långt som brett, vilket skiljer humleblomflugan från arter i släktet björnblomflugor. Den har också ett långt fjäderlikt antennborst som skiljer den rödstjärtade varianten av humleblomflugan från den snarlika arten humlelik pälsblomfluga.

## Levnadssätt
Humleblomflugan lever i löv eller blandskog, gärna med inslag av öppna hagmarker. De kan ses på blommor av olika slag, till exempel kirskål, strätta, blomvass, sprängört och tistlar. Den flyger från slutet av maj till mitten av augusti, ibland in i september. Honan lägger ägg i humlebon där också larverna utvecklas. De lever på humlornas avskräde, men ibland även på dess larver. Man har även hittat humleblomflugan i getingbon.

## Utbredning
Humleblomflugan är vanlig i hela Sverige utom kalfjället. Den är dock inte talrik till individantalet utan ses oftast enstaka. Den finns i hela Europa och österut ända bort till Stilla havet. Den finns även i Nordamerika.